# Christian Lindquist
Christian Ingemann Lindquist (født 5. august 1997 i Dragør) er en cykelrytter fra Danmark, der er på kontrakt hos Team Give Steel-2M Cycling Elite.